# Theresa Makoni
Pour les articles homonymes, voir Makoni.
 (août 2018).
Theresa Makone est l'ancienne ministre des travaux publics du Zimbabwe. Elle est députée du Mouvement pour le changement démocratique – Tsvangirai.